# Parti socialiste ouvrier et paysan

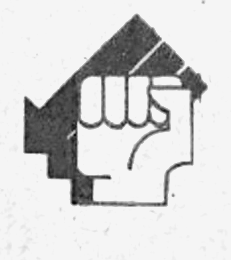
Logo der PSOP

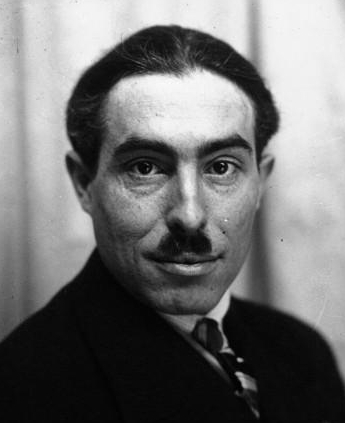
Marceau Pivert 1932

Die Parti socialiste ouvrier et paysan (Sozialistische Arbeiter- und Bauernpartei, PSOP) war eine linksextreme französische Partei, die 1938 von aus der Section française de l’Internationale ouvrière (SFIO) ausgeschlossenen Aktivisten der Gauche révolutionnaire gegründet wurde.

## Geschichte

### Gauche révolutionnaire
Die Gauche révolutionnaire wurde 1935 um Marceau Pivert als Flügel der SFIO gegründet, die ihre am weitesten links stehenden Elemente umfasste. Sie hatte die Mehrheit in der Fédération de la Seine, der größten Regionalgruppe der Partei. Die Ergebnisse der Anträge der Gauche révolutionnaire in der SFIO stiegen stetig an: 11 % im Februar 1936, 13,5 % im Mai 1936, 16,5 % im Juli 1937 und 21,5 % im Juni 1938. Sie gab ein gleichnamiges Bulletin für SFIO-Mitglieder sowie mehrere aufeinanderfolgende Zeitungen heraus: Masses, Le Drapeau rouge (als „Organ des revolutionären Sozialismus“ vorgestellt) und Les Cahiers rouges (Rote Hefte). Die Gauche révolutionnaire, die sich zunehmend gegen die Politik der Führung stellte, wurde im Juni 1938 ausgeschlossen.

### Parti socialiste ouvrier et paysan
Der wichtigste Führer der PSOP war Marceau Pivert. Die sozialistisch orientierte Partei umfasste auch Minderheitenelemente, die vom Trotzkismus (hier ist das ehemalige Parti ouvrier internationaliste-Mitglied Yvan Craipeau, der eine revolutionäre Tendenz gegen den Pazifismus um die Zeitschrift La Voie de Lénine gruppierte, zu nennen) oder von Rosa Luxemburg (wie dem Verleger René Lefeuvre) beeinflusst waren. Mit 8.000 bis 10.000 Mitgliedern hatte es die Partei schwer, sich zwischen der SFIO und der Kommunistischen Partei SFIC zu entwickeln.
Die PSOP gab die Zeitung Juin 36 heraus (in Anspielung auf den Generalstreik im Mai/Juni 1936 während der Machtübernahme durch die Volksfront und die erste Regierung unter Léon Blum). Dieses Presseorgan kündigte in seinen Kolumnen Parteieintritte an, doch sein Einfluss blieb begrenzt.
Die Jugend der PSOP war in der Sozialistischen Arbeiter- und Bauernjugend (JSOP) zusammengefasst. In einer Broschüre der PSOP vertrat Lucien Hérard die Ansicht, dass „die Erfahrung der Volksfront die Richtigkeit der Prinzipien des revolutionären Sozialismus bewiesen hat“ (und bezog sich dabei insbesondere auf den spontanen Generalstreik von Mai/Juni 1936). Er fügte hinzu: „Eine neue Partei war geboren, die von den Hoffnungen vieler Aktivisten begrüßt, von anderen missverstanden und von Stalinisten und Reformisten in den Dreck gezogen wurde.“
Die Partei wurde 1940 von den petainistischen Machthabern aufgelöst. Einige ihrer Aktivisten gründeten Widerstandsgruppen oder schlossen sich ihnen an, insbesondere L’Insurgé in der Region Lyon (um Marie-Gabriel Fugère und Pierre Stibbe). Andere Aktivisten schlossen sich den wichtigsten Widerstandsbewegungen an, z. B. Henri Abbadie (bei Combat), Daniel Bénédite (bei Franc-Tireur) oder Michel Collinet (bei Ceux de la Résistance). Nach der Befreiung kam es zu Meinungsverschiedenheiten zwischen ehemaligen PSOP-Mitgliedern: Einige wollten die Partei neu formieren, andere wollten sich einer bestehenden Organisation anschließen, um „Gewicht“ zu haben. Die PSOP reformierte sich nicht, die meisten Aktivisten kehrten zur SFIO zurück, eine Minderheit trat der Kommunistischen Partei Frankreichs bei.